# Langanesbyggð
Langanesbyggð es un municipio de Islandia. Se encuentra en la zona nororiental de la región de Norðurland Eystra y en el condado de Norður-Þingeyjarsýsla. 

## Población y territorio
Tiene un área de 1.333 kilómetros cuadrados. Su población es de 505 habitantes, según el censo de 2011, para una densidad de 0,37 habitantes por kilómetro cuadrado. Su principal población es Þórshöfn, donde comienza la península Langanes. Desde esa población se administra asimismo al vecino municipio de Svalbarðshreppur.